# Climat tempéré des hautes terres
 (mars 2023).

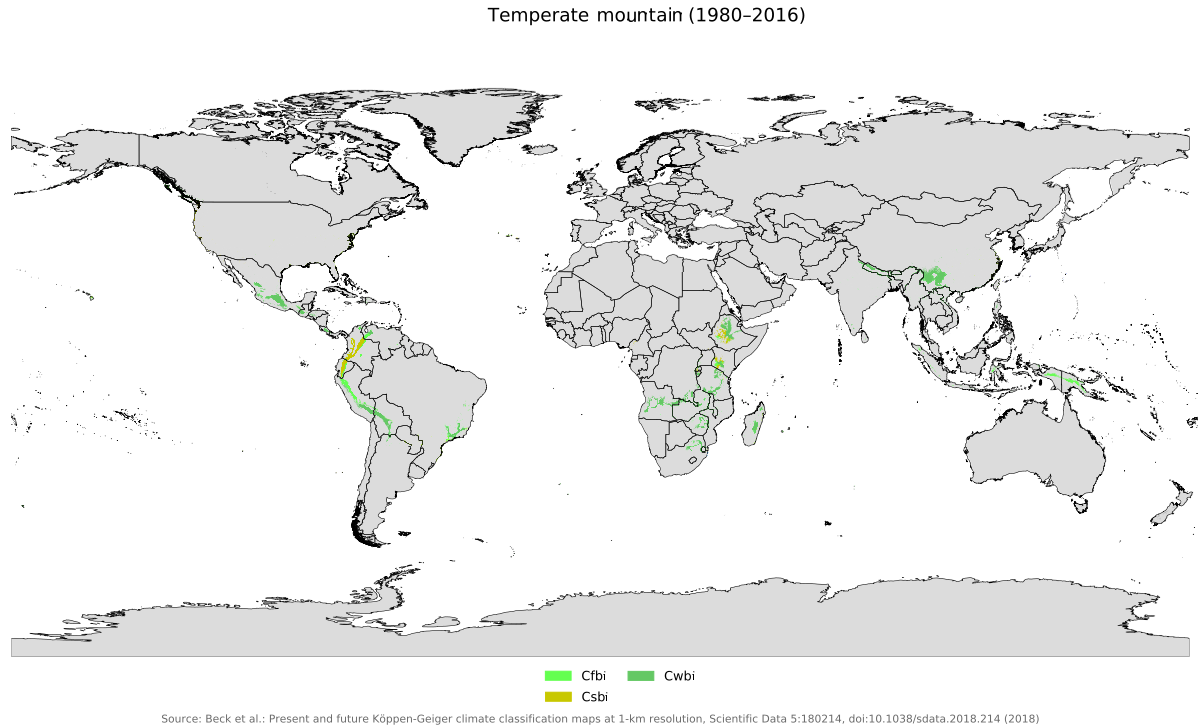
Répartition de ces climats dans le monde.

Les climats tempérés des hautes terres sont un sous-type de climat tempéré, bien que situé en zone tropicale, isotherme et avec des caractéristiques différentes des autres climats tempérés – océanique ou méditerranéen – où ils sont souvent inclus sans différenciation appropriée.
La principale différence est qu'il est isotherme, cela signifie qu'il a une faible amplitude thermique entre les mois (dont la cause serait l'altitude et non la latitude) et pas de changement de saisons. 
Cependant, il existe des variations pluviométriques (saison sèche et saison des pluies). On dit généralement qu'il a un printemps éternel ou un automne éternel. Ceux-ci sont parfois appelés «climats tropicaux des hautes terres», bien que le nom soit un abus de langage autre que l'emplacement régional.
Dans la classification de Köppen, une lettre «i» est ajoutée pour indiquer sa condition isotherme (Cfb : climat océanique ; Cfbi : climat tempéré humide des hautes terres)[Pas dans la source][Interprétation personnelle ?]

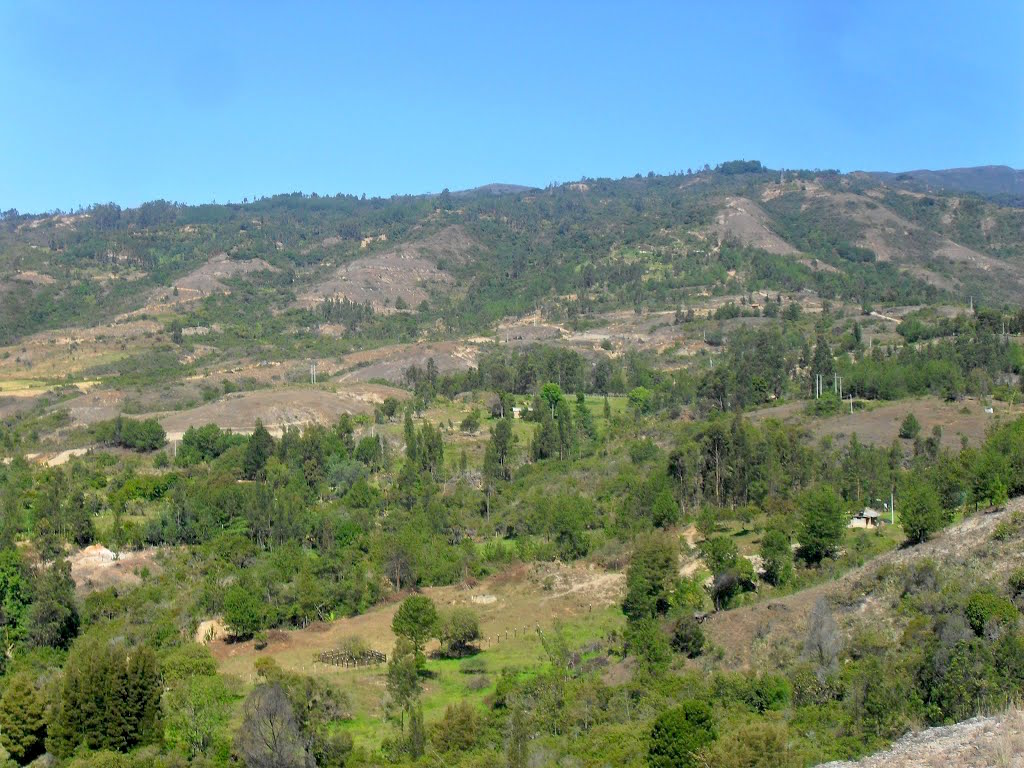
Scène rurale sur Tinjacá, Boyacá, Colombie, avec la végétation typique, la savane boisée des hautes terres.

## Emplacement
Il est caractéristique des hautes terres du sud et du centre du Mexique, des montagnes d'Amérique centrale, des Andes du Nord en Amérique du Sud et des montagnes d'Afrique de l'Est, parmi quelques autres régions comme les hautes terres de Bornéo et de Nouvelle-Guinée.

## Causes et caractéristiques
L'altitude génère une différence avec les basses terres. Diminution de la température et de la pression atmosphérique, environ 0,6 °C ou 1 °C tous les 100 m. C'est à cause du taux adiabatique de l'air.
En résumé, ces climats sont générés par la baisse des températures sur la zone tropicale, aux mêmes latitudes où apparaissent les climats tropicaux, situés entre 0 et 1500 m, tandis qu'entre 1500 m et 3000 m (selon la latitude) apparaissent les climats tempérés d'altitude, semi-humides et isothermes. Au-dessus de 3500 m se trouve le climat de toundra alpine ETH, identifié avec la végétation páramo et puna.

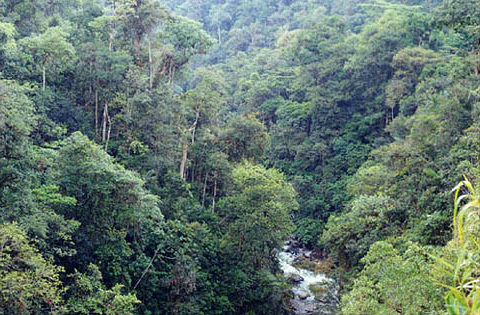
Forêt andine de Colombie et d'Equateur, dans le parc national de Podocarpus.

Ce climat a souvent été appelé «océanique Cfb» ou «méditerranéen Csb», cependant, il n'est pas méditerranéen puisqu'il ne se trouve pas dans les latitudes tempérées, ne se limite pas aux déserts et il n'est pas non plus océanique, car l'humidité ici ne vient pas de l'océan mais de la forêt tropicale humide près (Congo, Amazone, Chocó).
Les températures sont fraîches toute l'année, environ entre 12 °C et 19 °C signifie tous les mois et l'année. Néanmoins, il existe des amplitudes thermiques quotidiennes élevées, entre le jour et la nuit, autour de 10 °C. Il peut y avoir une forte nubosité et une forte humidité de l'air. Les skis clairs sont rares.
Les précipitations, uniquement sous forme de pluie, et souvent de grêle, diminuent avec l'altitude, elles se situent autour de 700mm - 2000mm, c'est-à-dire plus hautes que dans la zone tempérée.
La végétation est essentiellement celle de forêts des hautes terres, en plus d'une savane boisée et de broussailles.

## Sous-types
La géographie spécifique de ces «hautes terres» – dont beaucoup se situent à la limite nord de l'équateur mais au sud de l'équateur météorologique – rend la définition entre hiver et été hasardeuse. Parfois même on confond «Cfbi», «Cwbi» et «Csbi», comme avec les climats tropicaux «Aw» et «As»[Pas dans la source].

### Climat tempéré humide des hautes terres -Cfbi

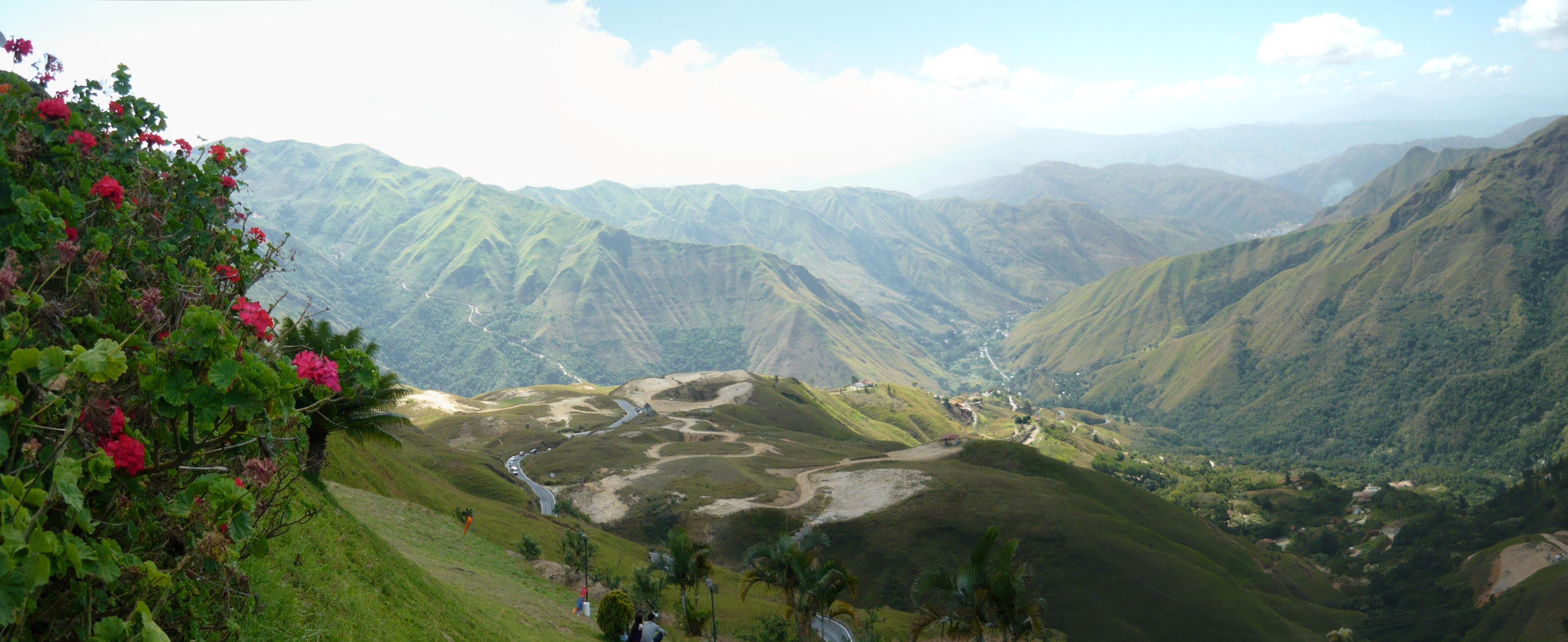
Paysage de Colonia Tovar, typique des climats Cfbi.

Ce climat est défini par des précipitations constantes tout au long de l'année, sans saison sèche. 
Sa température oscille entre 10 °C et 20 °C. Les précipitations sont plus élevées que sur les autres hauts plateaux : environ 1500 mm. C'est la variation tropicale du climat océanique «Cfb». Il peut apparaître n'importe où en zone tropicale avec beaucoup de précipitations et une altitude adéquate (typiquement entre 500-1000m).
Exemples:
- Colonia Tovar, Vénézuela
- Mérida, Venezuela
- Kinabalu, Indonésie

### Climat tempéré de hautes terres à mousson -Cwb

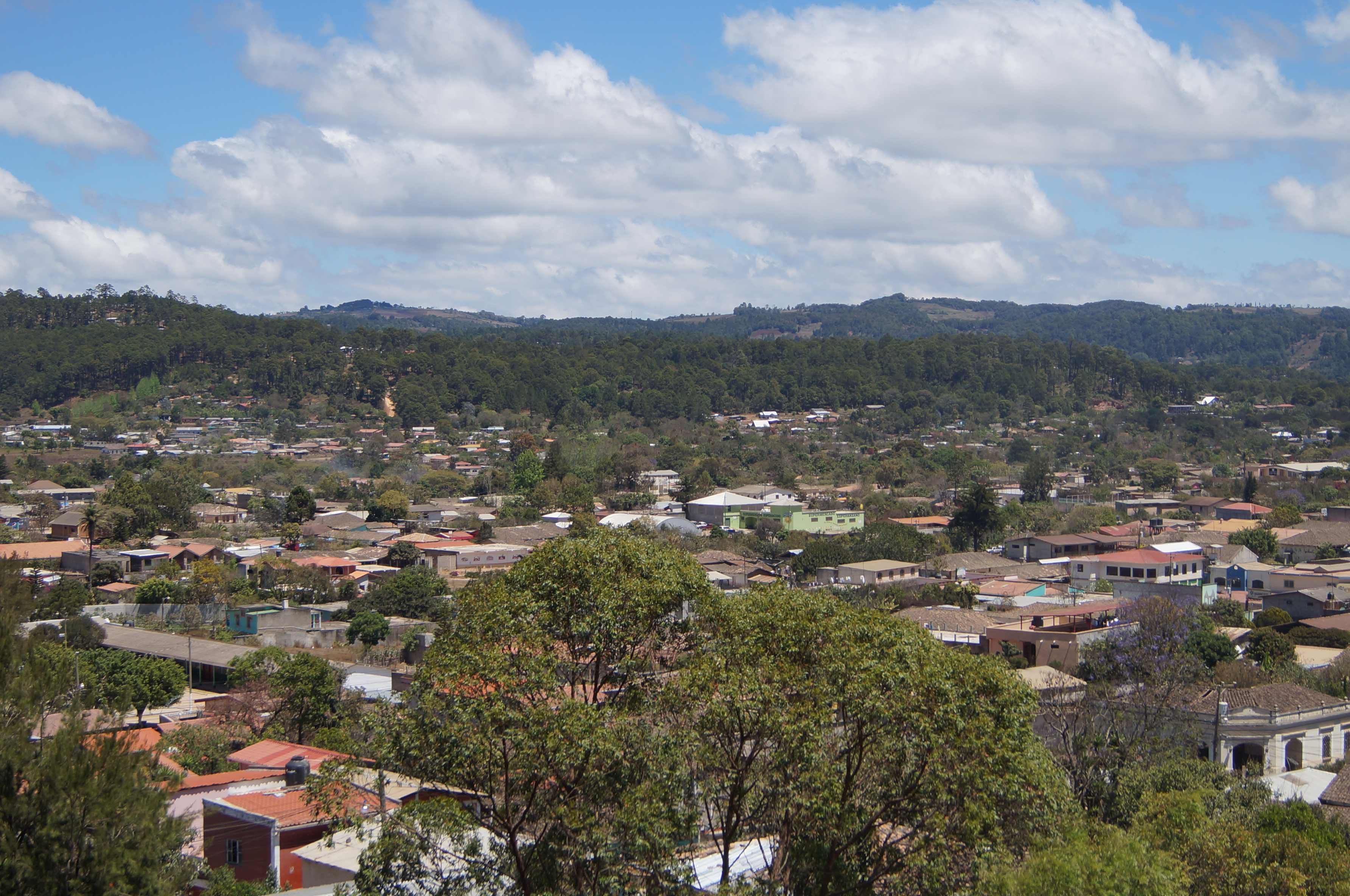
Scène de La Esperanza, Honduras.

Les précipitations surviennent en «été hypothétique» (mousson) – généralement entre mars et juin dans l'hémisphère nord et entre novembre et février dans l'hémisphère sud.
La saison sèche a lieu en hiver ou pendant les mois froids. 
Les températures oscillent entre 12 °C et 19 °C et les précipitations dépassent souvent 800mm/an. 
Des trois sous-types, c'est celui qui se produit à une latitude plus élevée, s'étendant aux zones subtropicales dépassant 15° de latitude nord et sud, c'est pourquoi il présente généralement une plus grande gamme thermique, entre 3 °C et 4° d'écart supplémentaires ou inférieurs. 
On le trouve notamment dans les hautes terres du Pérou et de la Bolivie, dans les montagnes brésiliennes, le centre du Mexique et les montagnes de l'Amérique centrale et de l'Afrique de l'Est. De ce fait, sa végétation est variable, de la savane jusqu'aux forêts denses.
La plupart du temps, il est simplement appelé Cwb dans la classification de Köppen.
Villes:
- Kunming, Chine
- Addis Abeba, Ethiopie
- Nairobi, Kénia
- La Paz, Bolivie
- Cuzco, Pérou

### Climat équatorial de hautes terres -Csbi

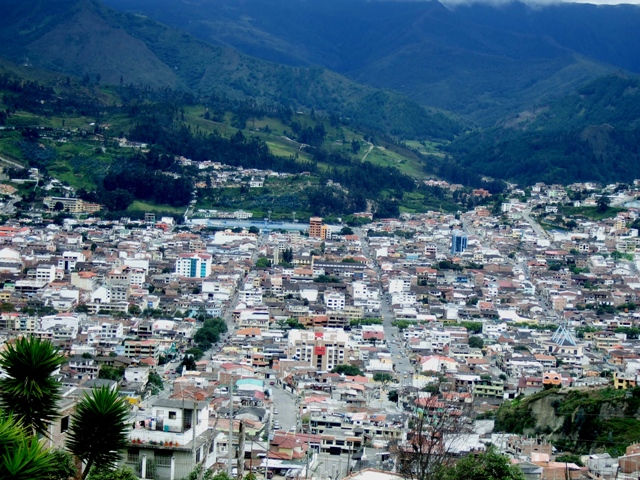
Scène de Loja, Equateur, avec une végétation typique du climat équatorial des hautes terres.

La saison sèche y a ici des mois plus chauds et ensoleillés, avec une saison des pluies marquée et un régime «bimodal», où l'un est plus marqué que l'autre. 
Les précipitations oscillent normalement entre 700 mm et 2000 mm, l'humidité diminuant avec l'altitude. Les précipitations annuelles diminuent de 100 mm tous les 100 m d'altitude. 
La zone de convergence intertropicale apparaît deux fois par an, tandis que la température dépend de l'altitude, généralement entre 12 °C et 18 °C, très stable et invariable tout au long de l'année.[Interprétation personnelle ?]
Ce climat est plutôt situé dans des latitudes équatoriales (entre 5°S et 5°N de l'équateur). Il est presque exclusif des Andes équatoriennes-colombiennes, situées à partir de 1500 m d'altitude. Il s'agit de la variation tropicale du climat océanique méditerranéen Csb. La végétation commune est la savane boisée des hautes terres. Les forêts andines ou forêts nuageuses apparaissent au-dessus de 3000 m d'une grande biodiversité.
Villes:
- Bogota, Colombie
- Cuenca, Equateur
- Ibarra, Équateur
- Manizales, Colombie
- Pasto, Colombie
- Popayan, Colombie
- Quito, Equateur
- Tunja, Colombie